# Вилла Пизани в Стра
Вилла Пизани в Стра (итал. Villa Pisani а Stra) — вилла (загородный дом) и парк, расположенные в области Венето (венецианской Террафермы). Вилла построена в местечке Стра для Альвизе Пизани (1664—1741), представителя знатного рода Пизани, будущего дожа, на берегу канала Бренты (Навильо-дель-Брента), соединяющего Венецию и Падую, в 30 км от Венеции. Другое название: «Национальная» (la Nazionale). Патрицианская семья Пизани, помимо Палаццо Пизани-Моретта на Гранд-канале в самой Венеции заказала несколько вилл, также известных как Вилла Пизани, на материковой части республики. Архитекторами виллы в Стра являются Джироламо Фриджимелика и Франческо Мария Прети. Виллу также называют «венецианским Версалем».
В здании бывшей виллы располагается Национальный музей (Museo Nazionale di Villa Pisani), в котором хранятся произведения изобразительного искусства и предметы жилого интерьера XVIII и XIX веков. Монументальное здание виллы состоит из 168 комнат и занимает площадь 15 000 квадратных метров.

## История
Строительство дворца осуществлялось в начале XVIII века для Альвизе Пизани, наиболее видного члена семьи, который был избран 114-м дожем Венеции в 1735 году. Проект дворца в Стра в 1720 году разработал падуанский архитектор Джироламо Фригимелика, но строительство после смерти Фригимелики и избрания Альвизе Пизани дожем было поручено молодому архитектору Франческо Мария Прети. По его планам, главное здание после двадцати лет строительства было завершено в 1756 году. В здании устроили 114 комнат соответственно порядковому номеру 114-го дожа Венеции.
В 1807 году у обедневший семьи Пизани виллу приобрёл император Наполеон I для своего пасынка и вице-короля Италии Евгения Богарне. Молва приписала императору слова: «Этот дворец слишком большой для графа, но слишком маленький для короля». В 1814 году здание стало собственностью дома Габсбургов, которые превратили виллу в место отдыха европейской аристократии. После 1866 года вилла стала собственностью Савойского дома, который в 1882 году передал её итальянскому государству. В 1934 году вилла была частично отреставрирована для проведения первой встречи рейхсканцлера Германии Адольфа Гитлера и дуче Италии Бенито Муссолини.

## Архитектура
Вилла в Стра не следует типу загородных венецианских вилл, а представляет собой большой палаццо (дворец) с четырьмя крыльями и двумя внутренними дворами. Своей композицией здание следует принципам классицизма: идеальная симметрия, три ризалита с выделением центрального, горизонтальная доминанта, ордерная структура, рустовка первого этажа, балюстрада и статуи на кровле. Центральный портал оформлен гермами-теламонами и маскаронами с трофеями.
В интерьере декоративная лепнина стукко и фрески выполнены выдающимися мастерами того времени: Джованни Баттиста Тьеполо, Джироламо Менгоцци-Колонной, Якопо Гуараной, Фабио Каналем, Якопо Амигони, Андреа Урбани, Андреа Брустолоном, Джузеппе Дзаисом, Андреа Челести и Гаспаре Дициани. Двусветный зал, предназначенный для балов и торжественных приёмов, занимает всё центральное крыло.
Роспись плафона этого зала «Слава дома Пизани», созданная Дж. Б. Тьеполо между 1760 и 1762 годами, перед отъездом художника в Мадрид, представляет собой выдающееся произведение венецианской школы XVIII века: вокруг аллегорической фигуры Венеции, собрались все представители знатной семьи Пизани.
По словам П. П. Муратова, выдающегося историка искусства и писателя, роспись виллы Пизани относится к «счастливейшим свершениям искусства»:

 В лазоревостях и жемчужностях неба раскидываются исторические триумфы Пизани, соединившие дожей, посланников, адмиралов и полководцев с аллегорическими фигурами всех разновидностей славы и преуспеяния, с невероятными пышностями всевозможных убранств, с улыбками женщин, столь неожиданно глядящих на нас из углов огромной залы и столь же соблазнительных, как сама Венеция 

## Парк виллы Пизани
Первоначальный регулярный парк во «французском стиле» в 11 гектаров и 1,5 км по окружности был преобразован в XIX веке в «пейзажный парк» в соответствии со вкусами того времени. По парку «разбросаны» статуи древних героев и богов работы Орацио Маринали и других скульпторов, а также малые павильоны, в том числе «Экседра» со смотровой террасой, «археологическая насыпь», ледяной погреб, оранжерея и конюшни для верховой езды. Здание конюшен имеет четырёхколонное крыльцо с фронтоном по образцу палладианских построек. Характерно сочетание разнообразных строительных элементов, образующих причудливое архитектурное каприччио. В истории садово-паркового искусства такой сад считается романтическим.
Особенно привлекателен лабиринт, живые изгороди которого образованы зарослями самшита. Он представляет собой трапециевидную структуру с вписанным кругом. Лабиринт был заложен в 1720 году, первоначально имел круглую форму и был расширен в начале XIX века. В центре — башенка со статуей римской богини Минервы, символом мудрости, на смотровой площадке. В этот лабиринт Габриеле Д’Аннунцио поместил действие одной из частей своего романа «Пламя» (1900).

## Галерея
- Главный фасад в угловой перспективе
- Внутренний двор виллы
- Парк виллы Пизани в Стра
- Главный канал
- Водоём «скрытого фасада»
- Колоннада главного входа
- Главный (Бальный) зал
- Дж. Б. Тьеполо. Слава дома Пизани. Между 1760 и 1762 гг. Фреска плафона Главного (Бального) зала
- Деталь фрески
- Зал «Триумфа искусства»
- Зал «Триумфа Вакха и Венеры»
- Статуи парка
- «Экседра»
- Кафетерий
- Ворота парка
- Лабиринт